# Basílica de Pompeya
La basílica es uno de los edificios de la ciudad romana de Pompeya. Este edificio no está conforme del todo punto con la descripción que Vitrubio nos ha dejado de las basílicas romanas y con las nociones que nosotros hemos encontrado sobre a disposición general de esta clase de monumentos.
Las basílicas en efecto eran unos vastos edificios donde los magistrados rendían justicia y donde los jurisconsultos trataban sus asuntos y consultas. Tenían una gran nave en el centro y de cada lado uno o muchos pórticos a dos sitios diversos. Estaban cubiertos y alumbrados por los lados. Los marchantes ocupaban los pórticos inferiores. La extremidad opuesta a la entrada, estaba terminada por un semicírculo donde se colocaba el tribunal. Esta era a la vez un lugar de comercio y de justicia.

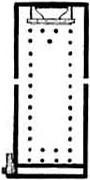
Planta de la basílica de Pompeya

La basílica de Pompeya no tiene semicírculo. La extremidad como se ve por la planta, está ocupada por un departamento decorado de columnas y no parece que haya podido tener una galería superior. Por esta razón algunos autores ven en este edificio no una basílica, sino el comitium, donde el pueblo se reunía para nombrar sus magistrados. Según estos autores, el sitio del fondo estaba destinado a los que dirigían las elecciones.
De cualquier modo que sea, este edificio tiene mucha semejanza con las basílicas romanas pues las primeras iglesias cristianas no son más que una imitación y a las cuales se les ha imputado el nombre y la disposición.
La basílica de Pompeya fue descubierta en 1843. Toda la parte superior está destruida hasta la mitad de la altura del gran orden pero todos los elementos de la restauración están colocados en su verdadero lugar. Como la mayor parte de los edificios de Pompeya, está construida de pequeños trozos de material recubiertos de estuco pintado: su longitud total es de unos 200 pies (unos 66 m) por 78 (unos 26 m) de ancho. Su entrada principal está en el lado del foro. Cinco puertas conducen desde el vestíbulo que precede a la gran sala. Este vestíbulo está ricamente adornado a juzgar por los pedestales y una estatua de bronce dorado encontrada en las excavaciones. De las nombradas y preciosas ruinas descubiertas en el interior se supone que la decoración de esta parte del edificio no es ni menos rica, ni menos variada.